# Contradusta
Contradusta là một chi ốc biển, là động vật thân mềm chân bụng sống ở biển trong họ Cypraeidae, họ ốc sứ

## Các loài
Các loài thuộc chi Contradusta  bao gồm:
- Contradusta bregeriana (Crosse, 1868)
- Contradusta walkeri (Sowerby I, 1832)

## Hình ảnh

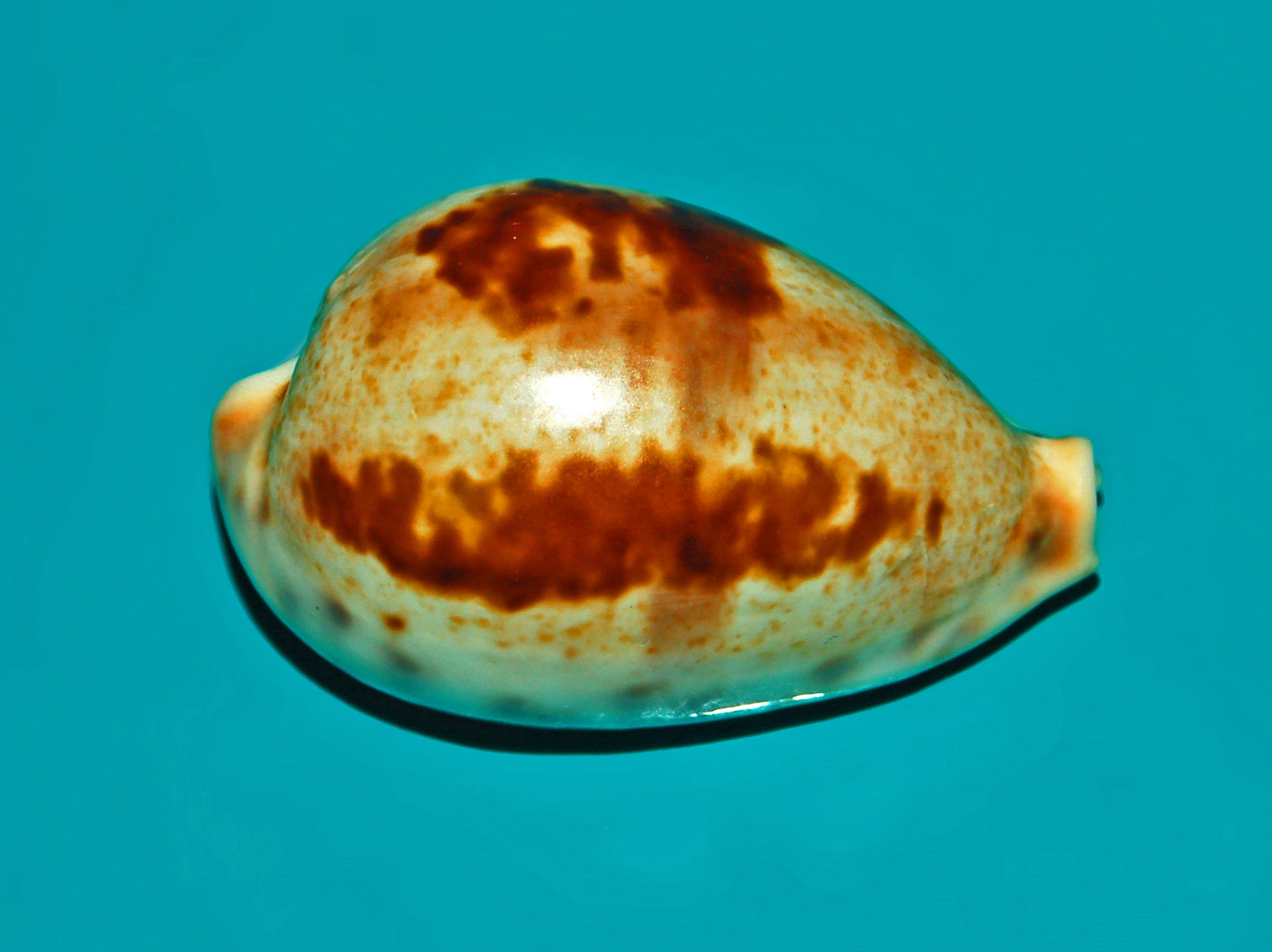
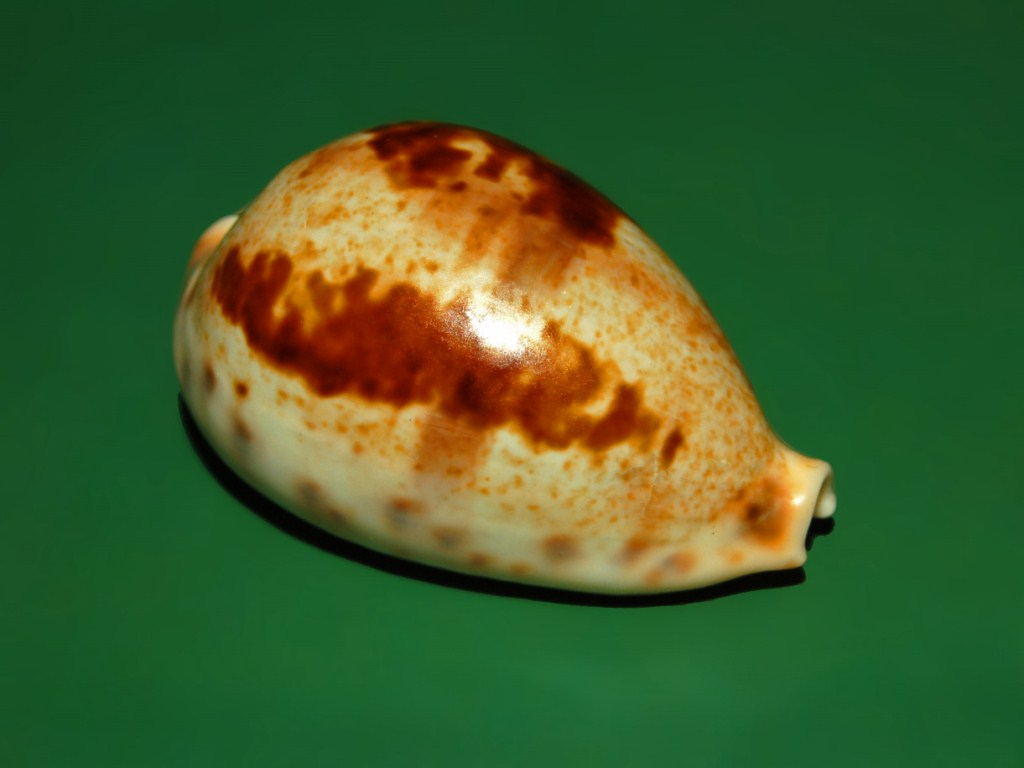